# 戴氏扁鲨
戴氏扁鲨（学名：Squatina david）是于2016年命名的新种，属于扁鲨科扁鲨属，身长大约75厘米，体色为灰色到棕黄色。雄性个体有深色斑点，而雌性则有许多白色斑点。戴氏扁鲨栖息在南美洲北部海岸，从哥伦比亚到苏里南，目前已知该物种生活在100至150米深的海域。
戴氏扁鲨是Squatina guggenheim和Squatina occulta的姐妹种。